# The Way You Move
The Way You Move è un brano musicale degli OutKast del 2003, pubblicato come singolo dalla LaFace Records. La canzone figura la partecipazione di Sleepy Brown, mentore degli OutKast. Insieme a Hey Ya!, si tratta di uno dei due principali singoli estratti dall'album Speakerboxxx/The Love Below, doppio album degli OutKast che consiste di un album solista per ognuno dei due membri del gruppo. In particolar modo The Way You Move è cantata da Big Boi. Il singolo è arrivato sino alla prima posizione della classifica statunitense Billboard Hot 100, diventando il terzo numero uno degli OutKast. Nel 2009 il brano è stato nominato come il più grande successo degli anni duemila dalla rivista Billboard.

## Tracce
UK CD1
1. The Way You Move (clean album version) – 3:55
2. The Way You Move (Johnny Toobad Radio Mix) – 3:15

UK CD2
1. The Way You Move (club mix) – 6:04
2. The Way You Move (Johnny Toobad Full Length Vocal) – 9:16
3. The Way You Move (Full Phat Radio Mix) – 4:17
4. The Way You Move (video) – 3:55

UK card sleeve single
1. The Way You Move (radio edit) – 3:35
2. Last Call – 3:16

12" vinyl single
1. The Way You Move (radio edit) – 3:35
2. The Way You Move (club mix) – 6:04
3. The Way You Move (instrumental) – 3:35
4. Hey Ya! (radio edit) – 3:35
5. Hey Ya! (instrumental) – 3:35

## Classifiche
| Classifica (2003/2004)                          | Posizione più alta |
| ----------------------------------------------- | ------------------ |
| Australia                                       | 7                  |
| Austria                                         | 49                 |
| Belgio (Vallonia)                               | 44                 |
| Belgio                                          | 4                  |
| Australia                                       | 7                  |
| Danimarca                                       | 9                  |
| Norvegia                                        | 16                 |
| Nuova Zelanda                                   | 6                  |
| Paesi Bassi                                     | 76                 |
| Regno Unito                                     | 7                  |
| Svezia                                          | 33                 |
| Svizzera                                        | 49                 |
| U.S. Billboard Hot 100                          | 1                  |
| U.S. Billboard Hot R&B/Hip-Hop Singles & Tracks | 2                  |
| U.S. Billboard Hot Rap Tracks                   | 1                  |